# Stuttgart (Schiff, 1960)
Das Motorschiff Stuttgart ist ein Passagierschiff auf dem Bodensee mit dem Heimathafen Konstanz. Eigner ist die Bodensee-Schiffsbetriebe GmbH, ein Tochterunternehmen der Stadtwerke Konstanz GmbH.

## Geschichte
Bereits 1940 sollte der Hafen Friedrichshafen ein Motorschiff von der Größe der bayrischen Allgäu erhalten, das den Namen Stuttgart tragen sollte.
20 Jahre später stellte die Deutsche Bundesbahn ihr erstes großes Dreideckmotorschiff nach dem Krieg in Dienst. Es erhielt den Namen Stuttgart und wurde in Friedrichshafen stationiert.
Das neue Flaggschiff der Friedrichshafener Flotte ersetzte das 55 Jahre alte ehemals bayrische Halbsalondampfschiff Lindau. Vom 1920 abgewrackten württembergischen Salondampfschiff Christoph übernahm die Stuttgart die 1878 gegossene Schiffsglocke.
Der Stuttgart folgten 1962 das Schwesterschiff München und 1964 die Konstanz. 1999 wurde die Stuttgart nach Lindau verlegt, wo sie die Kurse der ausgemusterten Allgäu übernahm. Im Winter 2001/2002 wurde das Schiff in der BSB-eigenen Werft in Friedrichshafen komplett überholt und modernisiert. Bei einer Landrevision der Bodan-Werft erhielt das  Schiff 2010 eine neue Maschinenanlage.
Zum Beginn der Saison 2006 wechselte die Stuttgart erneut ihren Heimathafen und wurde nach Konstanz verlegt, um die dortige Flotte nach der Ausmusterung der Überlingen zu ergänzen. Ersatz ist die Schwaben, die nach Lindau verlegt wurde. Die Stuttgart wird auf den Oberseekursen ab Konstanz eingesetzt.
Durch einen Ausfall der Steuerelektronik kam es am 1. Juli 2014 beim Ablegemanöver zu einer Kollision  mit der Hafenmauer. Obwohl die Stuttgart nur Schrittgeschwindigkeit fuhr, wurde diese erheblich beschädigt. Ebenso entstand am Heck ein Schaden in Höhe von 10.000 Euro, der nach zwei Tagen von der BSB-Werft behoben werden konnte. Von den 140 Passagieren, die nicht mehr gewarnt werden konnten, wurden drei verletzt.

## Besonderheiten
Die Daten der Stuttgart sind bis auf die Verdrängung identisch mit den Daten der München. Die Länge des Schiffes in der Konstruktionswasserlinie beträgt 55 Meter. Die Breite im Hauptspant ist mit 9,50 Meter angegeben und der Leertiefgang beträgt 1,52 Meter. Die höhere Tonnage der München erklärt sich durch eine zusätzliche Schottwand und eine damals etwas aufwendigere Inneneinrichtung.